# Trận Leipzig
Trận Leipzig hay còn có tên gọi khác là Trận Liên Quốc gia diễn ra từ ngày 16 tháng 10 cho đến ngày 19 tháng 10 năm 1813, là một trận đánh lớn trong những cuộc chiến tranh của Napoléon giữa một bên là Liên minh thứ sáu bao gồm Nga, Phổ, Áo và Thụy Điển do Đại tướng Barklay-de-Tolli, Bá tước von Bennigsen, Công tước Schwarzenberg, Thái tử Karl Johan và Thống chế Gebhard von Blücher chỉ huy, và một bên là Quân đội Đế chế Pháp do đích thân Hoàng đế Napoléon Bonaparte chỉ huy. Lực lượng của Napoléon còn bao gồm các binh sĩ đến từ Ba Lan, Ý, và những đồng minh Đức trong Liên minh sông Rhine. Với hơn 60 vạn quân lính của khoảng 10 quốc gia tham chiến, đây được xem là trận đánh có quy mô lớn nhất trước Chiến tranh thế giới thứ nhất.
Diễn ra trong vòng ba ngày, trận đấu đước mở đầu bằng các cuộc giao tranh vào ngày 16 tháng 10 khi Napoléon đã không thể giáng một đòn quyết định vào đối phương. Và, ngày 17 tháng 10 thì yên tĩnh hơn. Tuy nhiên, trong ngày hôm ấy liên quân có thêm được viện binh của Bá tước Bennigsen và Thái tử Karl Johan - góp phần dẫn đến thắng lợi quyết định của họ. Sang hôm sau (ngày 18 tháng 10 năm 1813), các tướng lĩnh quân đồng minh là Schwarzenberg, Karl Johan và Blücher đã vây được đại quân của Napoléon, và những cuộc giao chiến hết sức đẫm máu đã khiến cho cả hai phe đều hứng chịu thiệt hại nặng nề, cuối cùng quân Pháp đại bại và bị đánh lui vào thành phố. Quân Phổ tiên phong chọc thủng hàng ngũ quân Pháp. Napoléon không những thất thế mà lại còn phải hứng chịu thiệt hại nặng nề. Thua tan tác, Napoléon phải rút quân vào ngày 19 tháng 10 năm 1813. Quân Phổ thừa thắng đột phá vào Leipzig trong khi quân Thụy Điển cũng đánh bật quân Pháp. Chiến thắng quyết định của phe Liên minh đã bẻ gãy chiến dịch cuối cùng của ông tại Đức. Do bị áp đảo về quân số, Napoléon dù đã dựa vào nội tuyến để chống lại quân đồng minh vốn thiếu hợp tác và đố kỵ nhau, vẫn bị đại bại. Trên đường rút quân, ông còn gặp tai ương khi một viên Hạ sĩ được lệnh đánh sập cầu để chặn đứng Liên quân lại hành động lúc quân Pháp còn kẹt lại, làm cho quân Pháp chịu thêm nhiều thiệt hại thê thảm nữa. Trận Leipzig đẫm máu được xem là thất bại nặng nề nhất của Napoléon và là một quả đắng tiếp tục thể hiện hạn chế của tài nghệ của ông kể từ sau trận Borodino diễn ra năm 1812. Tuy rút được quân ra khỏi sông Rhein, quân đội Pháp đã bị rệu rã và chiến thắng bước ngoặt này của các nước phong kiến châu Âu đã định đoạt cho tương lai của cả châu lục.
Chiến thắng vẻ vang của quân Liên minh tại Leipzig được xem là đại họa của nước Pháp dưới thời Napoléon, báo hiệu sự mất ngai vàng của ông lần đầu. Để giành thắng lợi trong trận đánh này, quân đội Liên minh thứ sáu đã phải chịu nhiều hy sinh, tuy nhiên tổn thất bên phía quân Pháp nhiều hơn cả đối phương. Với sức chiến đấu hiệu quả của mình, lực lượng Quân đội Phổ, sau một quá trình cải cách lâu dài, đã giành lại được vinh quang nức tiếng kể từ sau thảm bại trong trận Jena hồi năm 1806. Trong trận ác chiến này thì xứ Sachsen chuyển từ phe Đế chế Pháp sang Liên minh - một sự kiện khiến quân Pháp choáng ngập, góp phần đem lại thảm họa cho Napoléon. Chiến thắng quyết định tại trận Leipzig là sự tiếp nối cho chiến thắng của nước Nga trong cuộc cuộc Chiến tranh Vệ quốc chống quân xâm lược Napoléon hồi năm 1812, và diễn ra đúng lúc quân Anh cũng đang dần tiến vào nước Pháp. Với thắng lợi quyết định này, phe Liên minh đã phá vỡ đế quốc của ông tại Đức và Ba Lan. Quân Liên minh thừa thắng đã tiến công thẳng vào chính quốc Pháp và cuối cùng dẫn đến sự thất bại hoàn toàn của Napoléon buộc ông phải thoái vị vô điều kiện vào mùa xuân năm 1814.

## Bối cảnh lịch sử

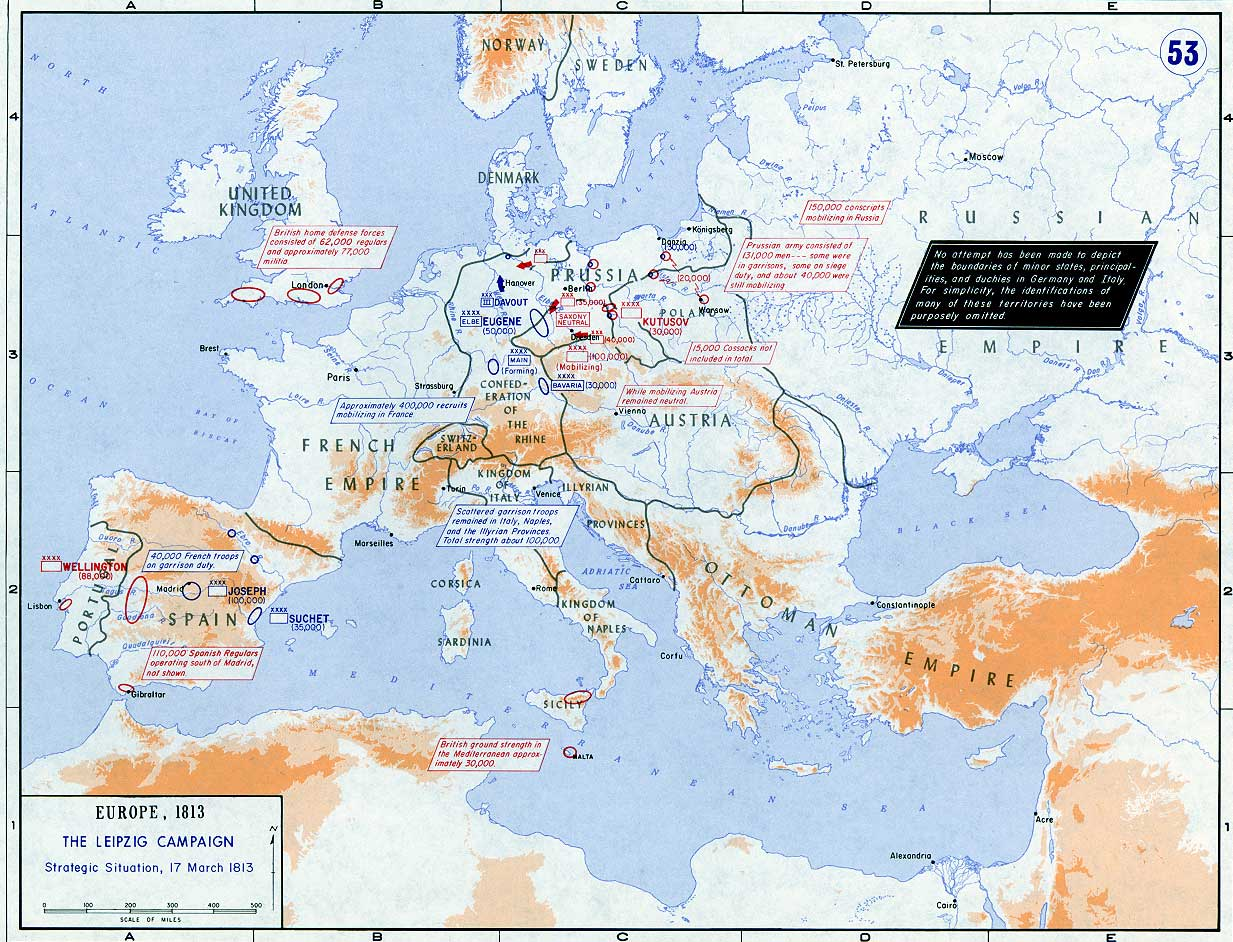
Tình hình chiến sự ở châu Âu năm 1813. Sau khi Napoléon thất bại trước quân Nga, lần lượt hai nước Áo, Phổ đều hợp lực với quân Nga, quay lưng chống lại người Pháp

Tuy Napoléon đánh bại Đế quốc Nga vào năm 1807 và Đế quốc Áo vào năm 1809, ông vẫn không thể củng cố các thắng lợi này. Sau khi Napoléon thất bại trong cuộc xâm lược nước Nga và cuộc chiến tranh tại bán đảo Iberia, hệ thống liên minh của ông bị lung lay, và các lực lượng chống Pháp từ từ thận trọng tập hợp lại thành Liên minh thứ sáu, bao gồm Nga, Áo, Phổ, Thụy Điển, Anh, Tây Ban Nha, Bồ Đào Nha và một số quốc gia tại Đức. Tổng cộng, Liên minh có thể đưa vào chiến trường hơn một triệu quân. Thực sự thì ở thời điểm diễn ra trận đánh Leipzig, tổng số lực lượng của liên quân ở phía đông sông Rhine đã lên tới hơn một triệu người. Ngược lại, lực lượng của Napoléon đã giảm xuống chỉ còn vài trăm ngàn. Người Phổ chiến đấu trong cuộc chiến tranh này để giải phóng đất nước khỏi quân Pháp xâm lược (vốn trước đó họ luôn mong mỏi chờ cơ hội "ngàn năm có một" để tiến hành cuộc kháng chiến của mình), trong khi người Nga coi cuộc chiến này là sự tiếp nối của chiến thắng của họ trong cuộc Chiến tranh Vệ quốc 1812. Do đó, cả hai nước Phổ và Nga đều quyết tâm lật nhào chế độ Napoléon. Trong khi đó, người Áo không có được niềm nhiệt huyết của người Phổ và sự quyết tâm của người Nga: họ chỉ làm tới cùng vì mục đích chính trị, nhằm đánh cho nền thống trị của Napoléon đuối đi và phá vỡ sự nhũng nhiễu của Pháp vào Triều đình Áo, cho nên họ vẫn không hề tham chiến.
Bấy giờ Napoléon cũng tái xây dựng quân đội của mình. Vị Hoàng đế cố gắng khôi phục lại quyền kiểm soát của mình ở Đức và ông giành được hai chiến thắng khó nhọc trước liên quân Nga - Phổ tại Lützen ngày 2 tháng 5 và Bautzen vào ngày 20-21 tháng 5. Hai chiến thắng này đưa tới một sự đình chiến tạm thời. Vào ngày 26 tháng 6, Bộ trưởng Ngoại giao của Áo là Franz Georg Karl von Metternich (cũng là một trong những nhân vật quan trọng trong việc thành lập Liên minh thứ sáu) tới gặp Napoléon ở Dresden để thương lượng cho một hòa ước lâu dài hơn. Metternich đòi hỏi Napoléon phải buông bỏ hầu hết các lãnh thổ ở bên ngoài biên giới tự nhiên của Pháp, và cuộc đàm phán không đi đến kết quả.
Vị Tham mưu trưởng 46 tuổi của quân đội Áo là Radetzky đã lập sẵn kế hoạch dự bị, đồng thời tổng động viên được tới 37.000 quân tinh nhuệ. Sau khi hòa ước ngắn ngủi kết thúc, Napoléon giành được thắng lợi lớn trong trận Dresden vào ngày 27 tháng 8. Từ sau thời điểm này, quân Liên minh, dưới quyền chỉ huy tối cao của Đại tướng Nga là Mikhail Bogdanovich Barklay-de-Tolli và những sự chỉ huy riêng rẽ của Gebhard Leberecht von Blücher, Thái tử Karl Johan của Thụy Điển, Karl Philipp zu Schwarzenberg, và Bá tước Bennigsen của Nga, đã làm theo chiến lược được vạch ra trong Kế hoạch Trachenberg của Radetzky là tránh đụng độ trực tiếp với Napoléon mà tấn công các thống chế của ông. Chiến lược này giúp họ chiến thắng trong các trận đánh ở Großbeeren, Kulm, Katzbach và Dennewitz.
Những chiến thắng của quân Liên minh đã lật ngược ý nghĩa của những thắng lợi ban đầu của Napoléon, đưa ông vào tình thế nguy kịch. Trong khi ấy, Napoléon cho rằng quân Pháp phải đóng cứ thật đông tại kinh thành Dresden để hộ vệ cho vua chư hầu xứ Sachsen. Thống chế Pháp Nicolas Oudinot với 6 vạn quân sĩ đã thất bại ở Großbeeren và không thể đánh chiếm được kinh thành Berlin. Napoléon vì vậy phải rút về phía tây, do sự uy hiếp từ phía bắc. Sau khi Napoléon cử Ney thế chức Oudinot ở phía bắc, từ bên kia sông Elbe quân Ney không chặn nổi quân Thụy Điển do Thái tử Bernadotte chỉ huy và thua trận Dennewitz. Napoléon vượt sông Elbe vào cuối tháng 9, vốn đã có ý định từ bỏ nước Đức, nhưng ông không thể triệt thoái khỏi chiến trường mà để cho quân ông bị các lực lượng không chính quy và quân Cossack đánh phá, chưa kể là mọi quân đội của đối phương vốn đều nguyên vẹn và sẵn sàng chiến đấu. Sau đó, ông tập hợp lực lượng ở Leipzig để bảo vệ con đường tiếp vận và chạm trán với quân Liên minh. Ông triển khai quân đội xung quanh thành phố, nhưng lấy trong tâm từ Taucha đến Stötteritz, nơi ông trực tiếp chỉ huy. Lúc này thì quân Phổ tiến đánh từ Wartenburg, quân Áo và quân Nga tiến đánh từ Dresden, còn quân Thụy Điển từ phía bắc kéo tới. Đối đầu với một khối Liên minh quá ư là hùng mạnh, Napoléon không thể xuất binh đánh bại từng đối phương một của ông. Trong khi đó, Nga hoàng Aleksandr I đã giành lại được một số quyền chủ động về ngoại giao từ tay người Áo, trong khi vua Friedrich Wilhelm III nước Phổ vẫn là "đồng minh trung thành" của Nga. Nhà vua nước Phổ cho rằng chính ông cứ thân cận với Đế quốc Nga như thế thì ắt hẳn là thanh danh của nước Phổ sẽ gia tăng tại Đức, bất chấp Đế quốc Áo. Ngoài ra, những thắng lợi tại Großbeeren, Katzbach, Dennewitz,... nêu trên đã khiến cho nước Phổ bình đẳng với Áo trong khối Liên minh.
Vào ngày 6 tháng 10 năm 1813, theo thỏa thuận với Bộ trưởng Ngoại giao Metternich của Áo, xứ Bayern chuyển qua khối Liên minh để bảo vệ nền độc lập của mình. Đến đây, Liên minh sông Rhine chư hầu của Napoléon bắt đầu tan rã. Trong lúc ấy, Napoléon hãy còn phân vân trước tình thế và cho đến ngày 14 tháng 10 năm 1813 thì ông mới hay tin từ vua xứ Württemberg là xứ Bayern rời bỏ ông.

## Lực lượng hai bên
Phía quân Pháp gồm có khoảng 150.000 quân với 700 đại bác, cộng với 15.000 quân người Ba Lan, 10.000 người Ý cùng 20.000 quân phía Sachsen, tổng cộng phía Pháp có khoảng 190.000 nghìn quân. Bên phía Liên minh gồm có khoảng 430.000 quân và 1.500 đại bác gồm có 200.000 quân Nga, 130.000 quân Áo, 80.000 quân Phổ và 20.000 quân Thụy Điển. Với số lượng quân tham gia đông đảo như vây, đây trở thành trận đánh lớn nhất kể từ Borodino, Wagram, Jena và Auerstadt và Ulm.
Quân đội Pháp La Grande Armée dưới sự chỉ huy của Napoléon phần lớn đều chủ quan, hầu hết binh lính đều mới tuyển, còn trẻ và còn thiếu kinh nghiệm cộng với sự thiếu hụt về lực lượng kỵ binh do bị thiệt hại nặng nề trong chiến dịch xâm lược Nga năm 1812. Không có nhiều kỵ binh, vấn đề trinh sát đối phương trở nên khó khăn với quân Pháp. Trước đó, Napoleon đã tuyển thêm tân binh để chuẩn bị cho chiến dịch tiếp chống lại phe Liên minh thứ sáu vừa mới được thành lập và đội quân này đóng tại Đức. Tuy giành thắng lợi tại Lützen và Bautzen, quân đội Grande Armee đã tiếp tục suy yếu sau khi gặp thất bại trong một số trận đánh do các thống chế của Napoleon dẫn đầu trong khi các chỉ huy phe liên minh lại thực hiện theo sát kế hoạch Trachenberg được đề ra.
Ngay từ khi đại bại trong trận Austerlitz, Vương công Karl đã canh tân quân đội Áo. Năm 1808, Áo thành lập lượng dân quân gồm 240.000 người, họ cũng bắt chước Napoléon tổ chức quân đội theo kiểu quân đoàn. Nhờ thế nên quân Áo đã giáng cho quân Pháp một trận thua nhục nhã ở Aspern-Essling năm 1809. Còn Phổ, sau một loạt những thất bại vào năm 1806, một loạt những cải cách có hiệu quả đã thay đổi toàn diện quân đội Phổ. Gerhard von Scharnhorst, người lãnh đạo cuộc cách tân đã viết: "Tựa những đảng viên Jacobins, chúng ta sẽ chiến thắng khi biết khơi dậy tinh thần nhân dân". Sau đó nhà cầm quyền Phổ ra sắc lệnh giải phóng, hủy bỏ chế độ nông nô. Họ cũng đào tạo được một lớp sĩ quan trẻ, có học thức, thuộc mọi tầng lớp chứ không chỉ mỗi lớp quý tộc. Schanhorst cũng đã đặt nền tảng cho một ban tham mưu mà sau này đã giúp cho Phổ đạt được nhiều chiến thắng. Giới hạn 42,000 quân do Napoléon ấn định cho nước Phổ đã được các sĩ quan Phổ tránh né bằng cách huấn luyện và tổ chức các đoàn tân binh nhờ đó vào năm 1813, nước Phổ đã có hơn 150,000 binh lính sẵn sàng chiến đấu.
Quân Liên minh, dưới sự chỉ huy tối cao của Sa hoàng Aleksandr I nhà Romanov, Thống chế Nga Barklay-de-Tolli là chỉ huy trưởng của quân đội, quân đội Nga-Áo dưới sự chỉ huy của Công tước Schawarzenberg, quân đội Nga-Phổ dược sự chỉ huy của Gebhard von Blücher, quân Ba Lan của Nga dưới sự chỉ huy của Levin August von Benningsen và quân đội Thụy Điển-Nga-Phổ dưới sự chỉ huy của Jean-Baptiste Bernadotte.

### Quân đội Pháp

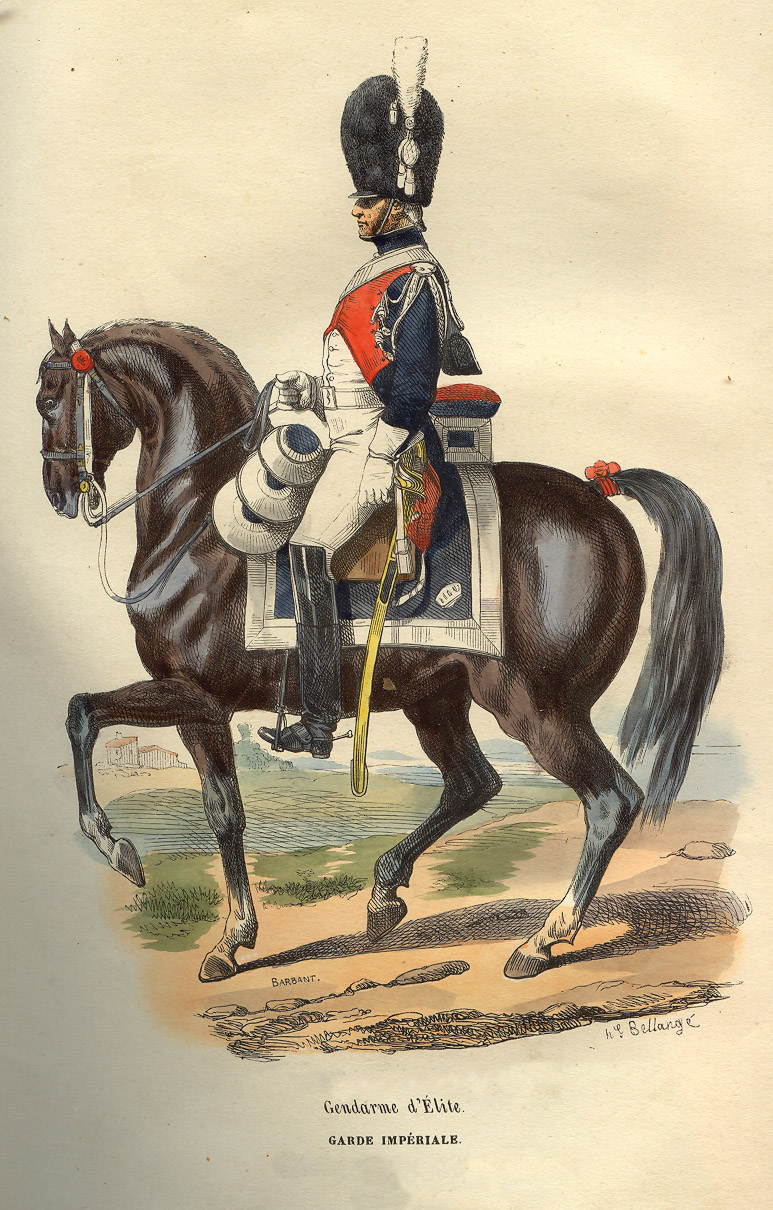
Một Sen đầm của Cận vệ đế chế Pháp

Đội quân gồm hơn 600.000 của La Grande Armée đã hoàn toàn bị phá hủy sau cuộc hành quân trên đất Nga vào năm 1812. Phó Vương Ý, đóng vai trò là người đại diện cho Napoleon ở Đức nắm giữ một đội quân 15.000 người, 1.600 ngựa và 26 đại bác trong khi Napoléon quay trở về Paris để lên kế hoạch tái xây dựng lại quân đội. Napoléon vẫn gặp may mắn khi vẫn còn 20.000 người từng vào sinh ra tử cùng mình, và đây chính là xương sống cho một đội quân non kinh nghiệm mới của mình. Tại lò luyện quân, Napoléon đã cho ra lò 10.000 người với khả năng chiến đấu khá chắc chắn. Sau đó, 98 đại đội bảo vệ tàu chiến Pháp ở cảng cũng gồm khoảng 7.000 người. Trung đoàn pháo binh Hải quân, cùng khoảng 12 tiểu đoàn với 12.000 tinh binh và 4.000 lính mới vừa được tuyển năm 1812. Vệ binh thành phố Paris (hai tiểu đoàn) và khoảng 4.050 người từ hơn 116 Đại đội khác, và 3.000 quân trong đội hiến binh và khoảng 40.000 tinh binh từng chiến đấu trong cuộc chiến tranh Bán đảo. Không tính những người đã được triển khai ở Đức, Napoléon cũng đã có tới trên 10 vạn quận được đào tạo bài bản để có thể tạo thành đội quân mới. Điều này chính là mục tiêu chính mà Napoléon đã đề ra để thực hiện trong tuần kế tiếp. Ngay lập tức ông liền nắm trong tay 78.000 người thuộc đội Vệ binh quốc gia, một lực lượng bán quân sự. Binh lính đều là thanh niên từ khoảng 20 cho đến 27 tuổi, nhưng chưa từng tham gia bất cứ trận đánh nào. Mặc dù mới nhập ngũ từ tháng 3 năm 1812 nhưng họ đã được vận quân phục và trang bị đây đủ như bộ binh chính quy. Mùa xuân năm 1813, sau khi tại ngũ một năm, đội quân này chính thức được gọi vào quân đội chính quy và tạo thành 22 trung đoàn cùng ba trung đoàn pháo binh. Và số tân binh này đã hình thành nên đội quân mới gồm khoảng 567.000 người.
Thêm vào đó, binh lính còn đến từ các nước đồng minh của Pháp. Binh lính phần nhiều đến từ Ý và Napoli, và họ trở thành một trong những phần quan trọng trong quân đội đế chế Pháp. Tuy vậy không phải chiến dịch nào họ cũng tham gia vì còn phải bảo vệ đất Ý trước những kẻ thù như Áo. Và nguồn nhân lực có sẵn đáng tin cậy xuất phát từ Liên bang sông Rhein, một liên bang tập hợp rất nhiều chư hầu Đức dưới sự bảo hộ của Hoàng đế Napoléon. Vào đầu năm 1813, đã có khoảng 25.000 người Đức tham gia vào quân đội Pháp và con số này tăng lên đến 75.000 trong thời gian mùa hè. Con số này bao gồm 25.000 người Bayern chiến đấu cho quân Pháp, nhưng khác với các đội quân khác trong liên bang, dưới sự chỉ huy của riêng mình. Họ đổi phe ngay trước khi trận Leipzig diễn ra. Hơn nữa còn có khoảng 16.000 người Ba Lan chiến đấu dưới sự chỉ huy của Pháp, và Đan Mạch cũng góp thêm 10.500 người để trợ chiến cho Pháp. Phần lớn những đội quân này trở thành có sẵn trong suốt thời gian diễn ra các thỏa thuận ngừng bắn sau đó.
| Lực lượng thứ nhất (Tập đoàn quân)                                                                               | Lực lượng thứ nhất (Tập đoàn quân) |                           | Quân đồn trú Pháp dọc sông Elbe | Quân đồn trú Pháp dọc sông Elbe |
| --- | ---------------------------------- | ------------------------- | ------------------------------- | ------------------------------- |
| Quân đoàn | Binh lính                          | Thành phố                 | Binh lính                       |                                 |
| Cận vệ | 58.191                             | Hamburg                   | 12.000                          |                                 |
| I | 33.298                             | Bremen                    | 1.500                           |                                 |
| II | 25.158                             | Magdeburg                 | 3.250                           |                                 |
| III | 40.006                             | Wittenberg                | 2.318                           |                                 |
| IV | 23.663                             | Torgau                    | 2.000                           |                                 |
| V | 27.905                             | Dresden                   | 5.600                           |                                 |
| VI | 27.754                             | Sư đoàn Lemoine tại Minen | 5.400                           |                                 |
| VII | 21.283                             | Quân đoàn Augereau        | 10.000                          |                                 |
| VIII | 7.573                              | Quân đoàn kỵ binh Milhaud | 2.500                           |                                 |
| XI | 24.418                             | Quân đoàn Wrede           | 25.000                          |                                 |
| XII | 19.324                             | Danzig                    | 25.000                          |                                 |
| XIII | 37.514                             | Zamość                    | 4.000                           |                                 |
| XIV | 26.149                             | Modlin                    | 3.000                           |                                 |
| I | 16.537                             | Stettin                   | 8.500                           |                                 |
| II | 10.304                             | Kustrin                   | 4.000                           |                                 |
| III | 6.000                              | Glogau                    | 5.500                           |                                 |
| IV | 3.923                              | Erfurt                    | 1.874                           |                                 |
| V | 3.000                              | Würzburg                  | 2.500                           |                                 |
| Sư đoàn Dombrowski                                                                                               | 4.000                              |                           |                                 |                                 |
| Sư đoàn Lanusse                                                                                                  | 11.000                             |                           |                                 |                                 |
| Pháo binh và kỹ sư dự bị                                                                                         | 8.010                              |                           |                                 |                                 |
| Quân đoàn cai quản Leipzig                                                                                       | 7.800                              |                           |                                 |                                 |
| Tổng cộng | 442.810                            |                           | 55.374                          |                                 |
| Chú thích: Kỵ binh Quân đoàn Girard Đội hình ở phòng tuyến thứ hai Quận đồn trú tại các pháo đài ở Ba Lan và Đức |                                    |                           |                                 |                                 |

## Trận chiến ngày 16 tháng 10
Trận chiến nổ ra vào ngày 16 tháng 10 khi 78.000 quân liên minh tấn công từ phía nam và 54.000 quân liên minh tấn công từ phía bắc, còn phần lớn quân đội của Napoléon trấn thủ ở phía nam. Những đợt tấn công của liên quân đã không thu được nhiều kết quả, nhưng với lực lượng quân đội ít ỏi hơn thì Napoléon cũng không thể phá vỡ được thế trận của liên quân, đưa đến một tình thế cầm chân nhau.

### Mặt trận phía nam

Lược đồ vị trí của hai bên vào ngày 16 Tháng 10.

#### Giao tranh ở Dölitz và Markkleeberg
Quân đoàn II của Áo do von Merveldt chỉ huy đã tiến về Connewitz qua Gautzsch và định tấn công vị trí này, nhưng đường tiến quân tới đây không có chỗ để quân Áo triển khai pháo binh. Vì vậy mà họ xoay sang tiến đánh Dölitz ở gần đó do quân Ba Lan phòng thủ, và chiếm lấy vị trí này. Một cuộc phản công đã đánh bật quân Áo, nhưng rồi quân Áo pháo kích mạnh mẽ vào nơi đây và đẩy lui quân Ba Lan.
Tướng Friedrich Graf Kleist von Nollendorf của Phổ tiến quân dọc sông Pleisse và tấn công các thống chế bên Pháp là Poniatowski và Augereau ở làng Markkleeberg. Họ sửa lại một cây cầu và chiếm một trường học cùng một thái ấp. Quân Pháp phản công đẩy lui quân Áo ra khỏi trường trở lại sông. Đợt tấn công của Pháp vào thái ấp thì lại khiến họ gặp nhiều tổn thất. Sư đoàn 14 của Nga bắt đầu thọc sườn để đẩy lui quân Ba Lan khỏi Markkleeberg. Tướng Poniatowski tới ngăn cuộc rút lui này và chặn đứng quân Nga. Sau đó ông tấn công một bộ phận quân Phổ đang ở vị trí trống trải trước khi lực lượng Khinh Kỵ binh Nga giải cứu họ. Poniatowski chiếm lại được Markkleeberg, nhưng rồi lại bị quân đội Phổ đẩy lui. Lính ném lựu đạn Áo tập hợp ở Markkleeberg và tấn công thọc sườn để đánh bật quân Pháp và Ba Lan khỏi vùng này.

#### Giao tranh ở Wachau và Liebertwolkwitz
Wachau là nơi diễn ra những trận đụng độ ác liệt nhất trong ngày thứ nhất. Vào bấy giờ thời tiết khá lạnh, ẩm ướt và nhiều sương mù. Wittgenstein đã chia lực lượng của ông thành bốn hàng dọc. Hàng thứ nhất dưới quyền Klenau bao gồm Quân đoàn IV của Áo và Lữ đoàn Ziethen của Phổ đã triển khai giữa Fuchshain và Universitatsholz và tấn công Liebertwolkwitz. Hàng thứ 2 dưới quyền của Vương công Gortschakow, gồm có Sư đoàn Mesenzow Nga và Lữ đoàn Pirch của Phổ sẽ tiến đánh khu vực giữa Stormthal và Universitatsholz để hỗ trợ Klenau ở phía nam và phía tây. Đội hình thứ ba theo công tước Eugene của Württemberg, gồm 2 Quân đoàn của Nga và Lữ đoàn Klux của Phổ, được lệnh tấn công Wachau từ phía đông, từ Güldengossa. Đội hình thứ 4 dưới quyền Kleist, gồm sư đoàn Helffreich của Nga, Lữ đoàn Hoàng tử August của Phổ, Lữ đoàn Thiết kỵ Lewaschow của Nga và trung đoàn khinh kỵ binh Lubny là di chuyển từ Crobern để đến giữa Markkleeberg và Wachau nhằm chiếm giữ ngọn đồi giữa hai ngôi làng. Quân đoàn kỵ binh Pahlen cùng với Lực lượng kỵ binh Dự bị của Phổ được ra lệnh hỗ trợ cột 2 và cột 3. Quân đoàn Rajewski và Lữ đoàn Thiết kỵ binh Gudowitsch đóng tại phía nam con đường chính của Gruhna.
Lúc 8 sáng, cuộc tấn công bắt đầu với việc Công tước Eugene tiến quân đến Wachau nhưng lại bị nhiều khóm quân nhỏ lẻ đánh chặn. Nỗ lực để thoát ra khỏi ngôi làng bị dừng lại do gặp phải hỏa lực của pháo binh Pháp. Wachau rơi vào tay Pháp một lần nữa vào lúc 9 giờ 30. Cuộc đấu pháo giữa hai bên được mở vào lúc 8 giờ sáng, khi mà 31 khẩu pháo của quân đồng minh khai hỏa và lúc 11 giờ trưa chỉ còn có 9 đại pháo bên quân đồng minh còn hoạt động. Vào lúc này quân Đồng minh tổ chức một cuộc tấn công về phía ngôi làng, dồn quân Pháp vào đúng tầm bắn của họ. Tuy nhiên, trong đợt tấn công này, liên quân thiệt hại quá nhiều. Quân Pháp cố gắng phản công và tràn qua Wachau nhưng không thể tiến thêm nữa vì quân Phổ và Nga đã tham gia và chặn đánh phía trước mặt. Không những thế, Józef Poniatowski còn bị tướng Kleist của Áo nhử ra giao chiến ngay giữa con đường cái. Tuy nhiên Kleist bị buộc phải rút lui để đảm bảo lực lượng vì vị trí của ông lúc 11 giờ rất quan trọng. Vào lúc này, Klenau vẫn chưa tham gia vào hàng của mình, nên Gortschakow phải dùng pháo binh của mình để chống lại quân của Jacques Lauriston. Bộ binh Nga được đặt ở phía sau pháo binh, tuy nhiên nhiên họ phải chịu đựng nhiều cuộc pháo kích từ khẩu đội pháo của Pháp được đặt trên đồi Gallows. Klenau bắt đầu tấn công lúc 10 giờ. Kolmberg, một điểm lý tưởng, đối diện với người Pháp để Klenau có thể phân chia quân lực. Liebertwolkwitz bị chiếm đóng bởi một nhóm quân nhỏ của Pháp, họ di chuyển ra khắp làng ngoại trừ nhà thờ để phòng thủ trước quân Áo. Sau một hồi giao chiến, đợt phản công của quân Áo bị đẩy lui.
Tình hình vào lúc 11 giờ càng trở nên gay cấn. Những lợi ích ban đầu đã được đẩy lùi và rõ ràng rằng đội Pháp đang tiến gần, Wittgenstein không thể mong chờ nhiều sự giúp đỡ ngày hôm đó. Napoleon đã đến thăm doanh trại chính của Joachim Murat tại Galgenberg lúc 9 giờ và được thông báo về tình hình chiến sự. Tiếp đó, Napoléon hạ lệnh cho thống chế ông dẫn 10.000 kỵ binh xông lên, đánh vào ngay lỗ hổng trong hàng ngũ đối phương vừa được tạo ra giữa Wachau và đồi Gallows. Murat cho tiến quân theo các đội hình dọc và đẩy lui được những lực lượng đầu tiên mà ông giáp mặt. Sa hoàng Alexander phản ứng với tình hình này bằng cách cam kết đưa quân đoàn Rajewski cũng như cận vệ Nga-Phổ tham chiến. Hơn nữa Schwarzenberg đã được lệnh di chuyển quân của mình từ bờ trái sang bờ phải sông Pleisse. Tuy nhiên, đội quân dưới quyền của tướng Merveldt không gặp may như Schwarzenberg vì cây cầu Connewitz đã bị chặn và được bảo vệ rất tốt. Thành công duy nhất của ông là chiếm đóng một Thái ấp tại Dölitz.

#### Các mệnh lệnh của Napoléon
Napoléon nhận thấy liên quân đã chiếm thế thượng phong, nhưng lực lượng của họ khá phân tán và đó có thể là điều kiện thuận lợi để quân Pháp phản công. Ông hạ lệnh cho tướng Drouot đưa 100 khẩu đại pháo lên đồi Gallows, hy vọng dùng uy lực của chúng để đánh tan địch thủ. Quân đoàn II Nga của tướng Eugene đứng ở vị trí trống trải và là nạn nhân chủ yếu của đợt pháo kích này. Mặc dù Eugene chỉ huy quân lính rất dũng cảm nhưng lực lượng của ông vẫn bị tổn thất nặng nề và phải rút lui. Vào lúc 9 giờ 30 sáng, Napoléon đã ra lệnh cho Pierre Augereau dẫn quân hỗ trợ Poniatowski. Bộ binh Cận vệ trẻ và sư đoàn Curial của Cựu cận vệ được gửi đến Liebertwolkwitz. Sư đoàn Cựu Cận vệ Friant được ra lệnh tiến đến trang trại cừu ở Meusdorf. Khi cuộc chiến tại Wachau tái diễn, đã có hai bộ phận hai Lữ đoàn Cận vệ trẻ dưới quyền Oudinot và một lượng lớn kỵ binh di chuyển đến phía sau. Tuy vậy thiệt hại của quân Pháp rất nặng và Napoléon kiên nhẫn chờ sự xuất hiện của quân tiếp viện. Sương mù buổi sáng sớm đã nâng lợi thế cho quân Pháp. Napoléon lên kế hoạch rằng, nếu Macdonald đánh chiếm được Kolmberg và tiếp cận được Seifertshain nằm phía bên cánh phải của liên quân. Một khi đã làm điều này, Napoléon sẽ đem đại quân chọc thẳng trung tâm của liên quân với ý định phá vỡ hoàn toàn thế trận của đối phương. Cuộc tấn công của Macdonald diễn ra tốt đẹp. Ông đã đạt được mục tiêu chính của mình và ngăn chặn được các Đội kỵ binh Phổ. Quân Áo của Klenau bị quân Pháp đẩy lui hoàn toàn. Tuy nhiên, kết quả chung từ các phương án tác chiến của Napoléon là chúng đã giúp quân Pháp chiếm được một vài vị trí chiến thuật, nhưng không phá vỡ được thế trận của liên quân như ông mong đợi.

### Mặt trận phía bắc

#### Giao tranh ở Wiederitzsch

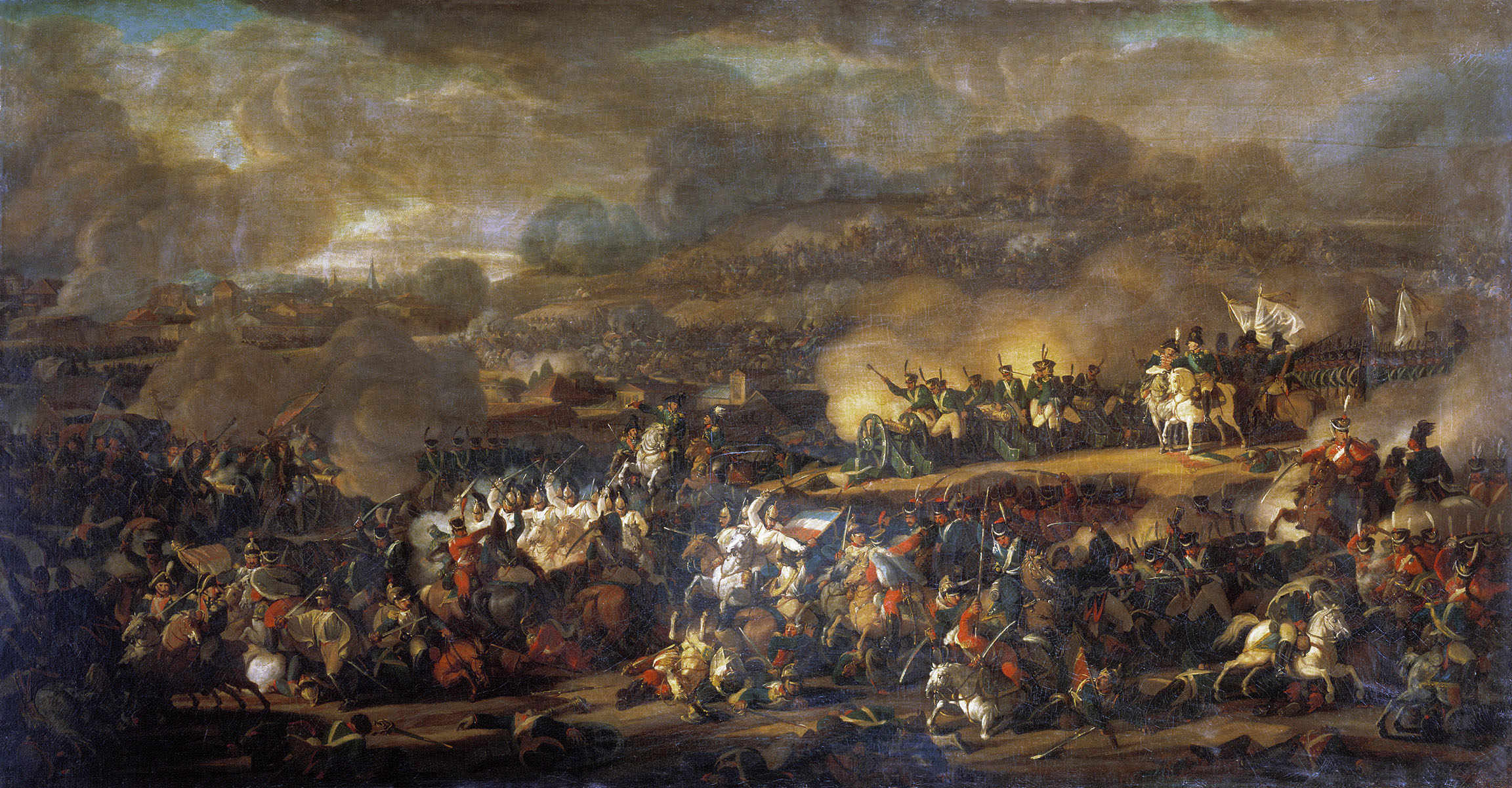
Trận Leipzig qua tranh của Vladimir Moshkov (1815).

Ở phía bắc, quân đoàn Nga của tướng Louis Alexandre Andrault de Langéron đánh vào hai làng Groß-Wiederitzsch và Klein-Wiederitzsch, vốn nằm ở vị trí trung tâm trong thế trận của quân Pháp. Nơi đây do sư đoàn Ba Lan của tướng Dabrowski trấn giữ, gồm bốn tiểu đoàn bộ binh và hai tiểu đoàn kỵ binh. Quân Ba Lan chiến đấu dũng mãnh đến nỗi Langéron phải e ngại và lúc đầu còn tưởng nhầm là chính Napoléon đang tấn công ông ta. Trận chiến diễn ra ác liệt với nhiều đợt tấn công và phản công, nhưng cuối cùng quân Nga cũng chiếm được làng, dù với tổn thất nặng nề.

#### Giao tranh ở Möckern
Möckern là nơi diễn ra trận đánh chủ đạo của mặt trận phía bắc. Thống chế August de Marmont trấn thủ Mockern chống lại quân Phổ của Đại tướng Kỵ binh Gebhard Leberecht von Blücher trong một trận đánh khốc liệt. Quân Phổ và quân Pháp không hề tỏ ra khoan dung với đối thủ và thường kết liễu luôn đối phương chứ không bắt làm tù binh. Hai bên đánh giáp lá cà trong từng căn nhà, và Marmont giữ vững cứ điểm gần như cả ngày, nhưng rồi một đợt tấn công bằng Kỵ binh của quân Phổ đã gây thương vong nặng nề cho quân Pháp, còn bản thân Marmont cũng bị thương trong một đợt pháo kích. Quân Pháp rút lui khỏi các cứ điểm với tổn thất 7.000 (mất thêm 2.000 tù binh), còn quân Phổ tổn thất 9.000 quân.
Liên quân chống Pháp đã đánh cho đối phương thiệt hại nặng. Poniatowski phải mất đến 1/3 quân sĩ của ông ta, Augereau thì tới một nửa. Ở hàng ngũ của Martmont, Dombrowski, Bertrand và Macdonald bắt đầu rạn nứt. Tiếp tế thì quá chậm. Quân đội Phổ đã giành thắng lợi, và Napoléon không chỉ bị đánh bật về phía tây bắc mà còn thất bại trong việc đánh một trận quyết định vào ngày hôm ấy, dù ban đầu quân của ông đánh thắng quân đội Áo song lại bị quân đội Phổ đánh bật. Mặc dù tình hình vẫn còn chưa phân thắng bại, đêm ngày 16 tháng 10 năm 1813, ông phải gửi thư xin hòa cho Hoàng đế Franz I nước Áo. Điều này cho thấy ông đã bắt đầu nhận thấy chiến bại của mình. Cùng thời điểm ấy, sự kiểm soát của Napoléon đối với các chư hầu Đức bắt đầu buông lỏng: ông hay tin 3 vạn lính Bayern dưới quyền ông đã đào ngũ, và dự định sẽ phá rối đường tiếp tế của ông với chính quốc.
Theo nhà sử học người Úc là Christopher M. Clark, hai bên đều tổn thất nặng nề trong ngày đầu tiên: phía Pháp mất gần 25.000 quân còn phe Liên minh mất 3 vạn quân.

## Trận chiến ngày 17 tháng 10
Vào ngày 17 tháng 10 phần lớn yên tĩnh, chỉ có hai cuộc giao tranh. Vốn quân Pháp đã kiệt quệ trong cuộc giao chiến vào ngày hôm trước. Tướng Nga là Fabian Gottlieb von Osten-Sacken tấn công sư đoàn Ba Lan của Dabrowski ở làng Gohlis và đẩy lui họ về Pfaffendorf. Tướng Blücher, vừa được phong lên hàm Thống chế ngày hôm trước, xuống lệnh cho Sư đoàn Khinh Kỵ Binh của tướng Lanskoi tấn công quân đoàn kỵ binh III của tướng Arrighi. Như ngày hôm trước, lực lượng Kỵ binh của phe Liên minh chiếm ưu thế và buộc địch thủ phải rút lui với tổn thất nặng nề.
Phía Pháp chỉ nhận thêm 14 nghìn viện binh, một con số ít ỏi nếu so với 145.000 viện binh của liên quân, bao gồm cả những lực lượng được chỉ huy bởi tướng Nga von Bennigsen và Thái tử Thụy Điển Karl Johan (trước kia từng phục vụ cho Napoléon với danh hiệu Thống chế Bernadotte). Nếu như Karl Johan đến sớm hơn thì rất có thể là mặt trận phía bắc của quân Pháp với binh lực ít ỏi đã bị đánh tan nát trong ngày hôm qua.
Đêm ngày 17 tháng 10 năm 1813, Hoàng đế Napoléon phải rút ngắn mặt trận của ông ta bằng việc cho rút quân về vị trí gần Leipzig. Ông ta cho bố trí như sau: Trong quân cánh phải do Murat chỉ huy, Quân đoàn Poniatowski, Augereau và Victor được triển khai từ Connewitz về Probstheida, được lực lượng Cận vệ và quân chủ lực Kỵ binh hỗ trợ. Trung quân dưới quyền Macdonald - Quân đoàn số XI được triển khai từ Zuckelhausen thông qua Holzhausen tới Steinberg và được yểm trợ bởi Lauriston và Sebastiani. Quân cánh trái dưới quyền Ney - ở trong và xung quanh Paunsdorf gồm có Sư đoàn Sachsen, Sư đoàn Durutte và Quân đoàn Marmont được yểm trợ bởi Souham và vài binh sĩ của Quân đoàn Kỵ binh Arrighi. Tại Leipzig - có Sư đoàn Dombrowski, lực lượng đồn trú Leipzig, Sư đoàn Kỵ binh Lorge. Tại Lindenau - hai Sư đoàn Tân Cận vệ do Mortier cầm đầu. Do những tổn thất ê chề của quân Pháp trong suốt hai ngày, Napoléon còn có 16 vạn quân sĩ và 630 khẩu đại bác.

## Trận chiến ngày 18 và 19 tháng 10

Lược đồ trận chiến ngày 18 tháng 10.

Vào ngày 18 tháng 10 năm 1813, sau hai ngày bất lợi cho người Pháp, Công tước Schwarzenberg tổ chức cuộc công kích cuối cùng của quân ông. Đội hình số 1 của Hessen-Homburg, bao gồm Quân đoàn Colloredo và Merveldt, Sư đoàn Bianchi và Weissenwolf và Sư đoàn Kỵ binh Nostiz. Trách nhiệm của họ là giữ lấy Connewitz và hành quân xuyên qua Markleeberg tại Leipzig. Đội hình 2 của Đại tướng Barklay bao gồm Quân đoàn Kleist và Wittgenstein, lực lượng Vệ binh Nga - Phổ và Quân đoàn Dự bị. Đội hình này được lệnh tiến quân thông qua Wachau và Liebertwolkwitz tại Probstheida. Đội hình 3 của Bá tước Von Bennigsen bao gồm Quân đoàn Dự bị Ba Lan, Sư đoàn Budna, Quân đoàn Klenau, Lữ đoàn Ziethen của Phổ và lực lượng Cossack của Platow. Họ được lệnh di chuyển quanh sườn của địch thủ và từ Fuchshain và Siefertshain thẳng tiến về Zuckelhausen và Holzhausen. Đội hình 4 của Thái tử Thụy Điển bao gồm "Đội quân phương Bắc" cùng với Langeron và St. Priest. Họ sẽ phải vượt qua sông Parthe tại Tauche và liên kết với Quân đoàn Bohemia. Đội hình 5, phần còn lại của Binh đoàn Silesia, sẽ phải hành quân về hướng tây bắc Leipzig. Đội hình 6 dưới quyền Gyulai, bao gồm có Sư đoàn Moritz Liechstenstein cùng với các Đại đội Mensdorff và Thielmann, phải tiến binh từ Lindenau từ Klein Zschocher. Tổng cộng, liên quân có khoảng 295 nghìn binh sĩ cùng với 1360 khẩu đại pháo. Trong ngày này, Quân đoàn Phổ dưới quyền Tướng Bülow nội thuộc binh đoàn của Bernadotte giữ vai trò quan trọng trong liên quân: họ sẽ dẫn đầu cuộc tiến quân qua sông Parthe ở mạn Đông và trở thành lực lượng nòng cốt trong cuộc chiến đấu ở phía đông.
Mặt trời bắt đầu mọc lên. Lúc 9 giờ sáng, các đội hình cũng nhau hành binh. Napoléon yêu cầu thương thuyết nhưng họ quyết không khoan nhượng với kẻ thù. Song, quân Pháp vẫn ngoan cố kháng cự khi phải đối đầu với lực lượng hùng hậu của Liên minh thứ sáu. Trong hơn chín giờ giao tranh, cả hai bên đều bị thiệt hại nặng nề, quân Pháp ngăn chặn được những cuộc đột phá xuyên thủng hàng ngũ họ, nhưng cũng dần dần bị đẩy lui về phía Leipzig. Điều đó khẳng định với Napoléon rằng ông ta đã không thể đánh bại đối phương trong một cuộc chiến tranh tiêu hao. Liên minh thứ sáu có Thống chế Phổ Blücher và Thái tử Thụy Điển ở phía bắc, các tướng Nga là Barcklay-de-Tolli và Bennigsen cùng Vương công Áo von Hessen-Homburg ở phía nam, và tướng Áo Ignaz Gyulai ở phía tây. Đây sẽ là cái ngày quyết định đến chiến thắng lớn lao của Liên minh thứ sáu.
Lữ đoàn 9 của Phổ chiếm đóng ngôi làng Wachau bỏ hoang, trong lúc quân Áo, cùng một đội quân người Hungary của tướng Bianchi, đánh bật quân Pháo khỏi Lößnig. Người Áo tiếp tục triển khai chiến thuật theo kiểu kết hợp các đơn vị: kỵ binh Áo tấn công bộ binh Pháp để bộ binh Áo có thời gian tới và triển khai tấn công Dölitz. Sư đoàn Tân Cận vệ của Pháp đã đẩy lui họ. Vào lúc này thì ba tiểu đoàn lính ném lựu đạn của Áo bắt đầu giành giật làng với pháo binh yểm trợ.
Trong cùng lúc này, theo yêu cầu của các sĩ quan Thụy Điển, vốn cảm thấy xấu hổ về việc đã không đến kịp để chiến đấu trong ngày hôm qua, Thái tử ra lệnh cho bộ binh nhẹ của họ tham gia vào cuộc tấn công cuối cùng trong ngày, vào chính Leipzig. Những người lính Thụy Điển chiến đấu rất tốt và chỉ mất có 121 hoặc là 200 người trong trận đánh này. Thực sự, Bernadotte luôn rất lo lắng sợ Napoléon sẽ tiến chiếm kinh kỳ Berlin cùng với đường rút quân của chính ông, cho dù nhiều nhà phê bình chỉ trích rằng ông đến chậm và sẽ không đến nếu không có lời đe dọa là nước Anh sẽ cắt viện trợ cho ông. Đánh giá sử học về vai trò của Bernadotte vẫn còn là điều gây tranh cãi.
Trong cuộc chiến, 5.400 người lính Sachsen thuộc quân đoàn VII của Pháp bỏ qua phe liên quân. Quân Pháp choáng váng. Quân Sachsen nổ súng nhằm thẳng vào quân Pháp, và mặc dù quân Pháp đánh bật được họ, điều này chẳng còn có ý nghĩa gì nữa. Một trong những người chứng kiến cảnh này là Thống chế MacDonald qua ống nhòm của ông và ông mô tả họ đã bắn gục những đồng đội tận trung trước kia của họ với thái độ "kinh tởm và máu lạnh". Các binh sĩ Baden của Napoléon thừa thế cũng đào ngũ và chạy qua phe Liên minh. Những nỗ lực tuyệt vọng của Ney nhằm củng cố trận tuyến và phản công bị Tiểu đoàn hỏa tiễn Anh đập tan, và hỏa tiễn Congreve của họ đã gây thảm họa cho các đội hình quân Pháp đang tiến bước. Sau khi thất bại nặng nề trong cuộc tàn sát đẫm máu tại Leipzig, Napoléon biết rằng thất bại là điều không thể tránh khỏi và cho rút quân qua sông Elster vào đêm 18-19 tháng 10. Nguồn tiếp tế của ông đã bị suy sụp và quân sĩ ông cũng uể oải và vô cùng hỗn loạn đến mức bản thân ông cũng bị kéo đi giữa một mớ tàn binh. Tuy thất bại của quân Pháp đã được quyết định nhưng trận đánh vẫn chưa kết thúc. Liên quân không hay biết về cuộc rút lui của quân Pháp cho đến 7 giờ sáng, và sau đó họ bị cầm chân bởi đạo quân chặn hậu dũng mãnh của tướng Oudinot. Một Tiểu đoàn Dân binh Đông Phổ do Friccius chỉ huy đã lập nên chiến công đột phá vào Leipzig. Một đợt phản kích của quân Pháp đã gần như là giành thắng lợi, nhưng quân Thụy Điển đã đập tan cuộc phản kích này. Cuộc rút lui diễn ra êm thắm cho đến khi xảy ra sự cố ở cây cầu bắc qua sông Elster. Viên hạ sĩ có nhiệm vụ đánh sập cầu để chặn đường truy đuổi của liên quân đã tính toán sai thời gian. Nhìn thấy quân Cossack kéo đến, ông ta đánh sập cầu vào lúc 1 giờ chiều, khi trên cầu vẫn còn nhiều quân Pháp và quân chặn hậu của Oudinot vẫn còn kẹt lại ở Leipzig. Hàng ngàn lính Pháp đã chết đuối và hàng ngàn bị bắt sống. Theo Clark thì trong số quân Pháp mắc kẹt này có những người bị dồn lại và giết chết, và theo Sked thì tổng số quân Pháp bị kẹt là 5 vạn người Do sự cố này, tướng Ba Lan là Poniatowski đã bị chết đuối dưới sông. Vụ nổ làm chấn động cả thành phố.
Trong suốt những ngày quyết chiến, những thây tử sĩ chất đầy thành phố Leipzig, gây cho cả thành phố một cảm giác thật là rùng rợn. Sau trận huyết chiến này, người ta đối xử rất phi nhân tính với thi hài các tử sĩ. Ghê rợn nhất, họ bị tước bỏ sạch y phục và vũ khí, và bị chôn trong một ngôi mộ tập thể. Các xe goòng trong chiến trận cũng bị cướp bóc. Một thầy thuốc có tên tuổi ở kinh đô Berlin là Johann Christian Reil đã viết thư cho Bá tước Vom Stein, trong đó ông ghi nhận:
| “                       | Ở khoảng đất trống của ngôi trường ngữ pháp, tôi thấy một ngọn đồi chồng chất thân tàn và thi thể của những người đồng hương tôi. Họ đều trần truồng. Chó và quạ ăn thịt họ, chẳng khác gì nếu họ là phạm nhân và đạo chích. Điều đó cho thấy những người anh hùng hy sinh vì Tổ quốc bị thiếu ân sủng đến cỡ nào. | ” |
| — Johann Christian Reil | |   |

Vào ngày 20 tháng 10 năm 1813, nhà triết học Wilhelm von Humboldt cũng phải gửi thư cho vợ ông, kể về cảnh tượng kinh hoàng sau trận chiến:
| “                      | Hàng đống thây người nằm xung quanh, phần lớn họ thì phần nào còn quần áo hoặc là hoàn toàn trần truồng, thường nằm chồng lên nhau. Phần lớn họ nằm xuống, với hai bàn tay dài qua mặt họ, do đó người ta có thể cảm nhận lần đầu tiên về những vầng thơ của Hómēros, dùng răng mà cắt mặt đất. Một con chó đi tuần ở đây và nó không thể nào mà lại quay đi... có lẽ nó đã nhận ra thây chủ của nó. | ” |
| — Wilhelm von Humboldt | |   |

Điều này nêu ra cho thấy các đoàn quân đương thời hãy còn rất man rợ. Những thương binh đều được đưa vào các Trường học, Bệnh viện và Thánh đường, mà thị dân khó thể cứu chữa được họ. Như thường thấy, các binh sĩ trong chiến tranh luôn hứng chịu tổn thất kinh hoàng trước dịch bệnh. Trên khắp các đường phố đầy người của Leipzig, một cơn sốt phát ban đã làm cho các thương binh đều tắt thở và các quân y cũng bị lây nhiễm. Sau chiến thắng, Nga hoàng Aleksandr I và vua Friedrich Wilhelm III của Phổ đã hội kiến với Thái tử Thụy Điển, Bennigsen, Blücher và Gneisenau. Niềm vui thắng trận đã khiến cho họ quên đi mọi ý định truy kích. Tại Khu Thương trường Nhờ chiến công hiển hách của tướng Blücher, Friedrich Wilhelm III đã vinh danh ông:
| “                       | Hoan nghênh, hỡi vị Thống chế. | ” |
| — Friedrich Wilhelm III |                                |   |

## Kết quả
| “                                                                     | Nhờ vào tài ngoại giao của Metternich, bộ não của Radetzky và tài cầm binh của Schwarzenberg - đương nhiên là, không thể quên lòng quả cảm tuyệt vời của những người lính Nga, Phổ và Áo - Napoléon giờ đây đã bị đánh bại tại Leipzig, phải tháo chạy khỏi nước Đức và bị buộc phải thoái ngôi sau khi quân đồng minh chiếm lấy thành Paris. | ” |
| — Alan Sked, trong cuốn Radetzky: Imperial Victor and Military Genius | |   |

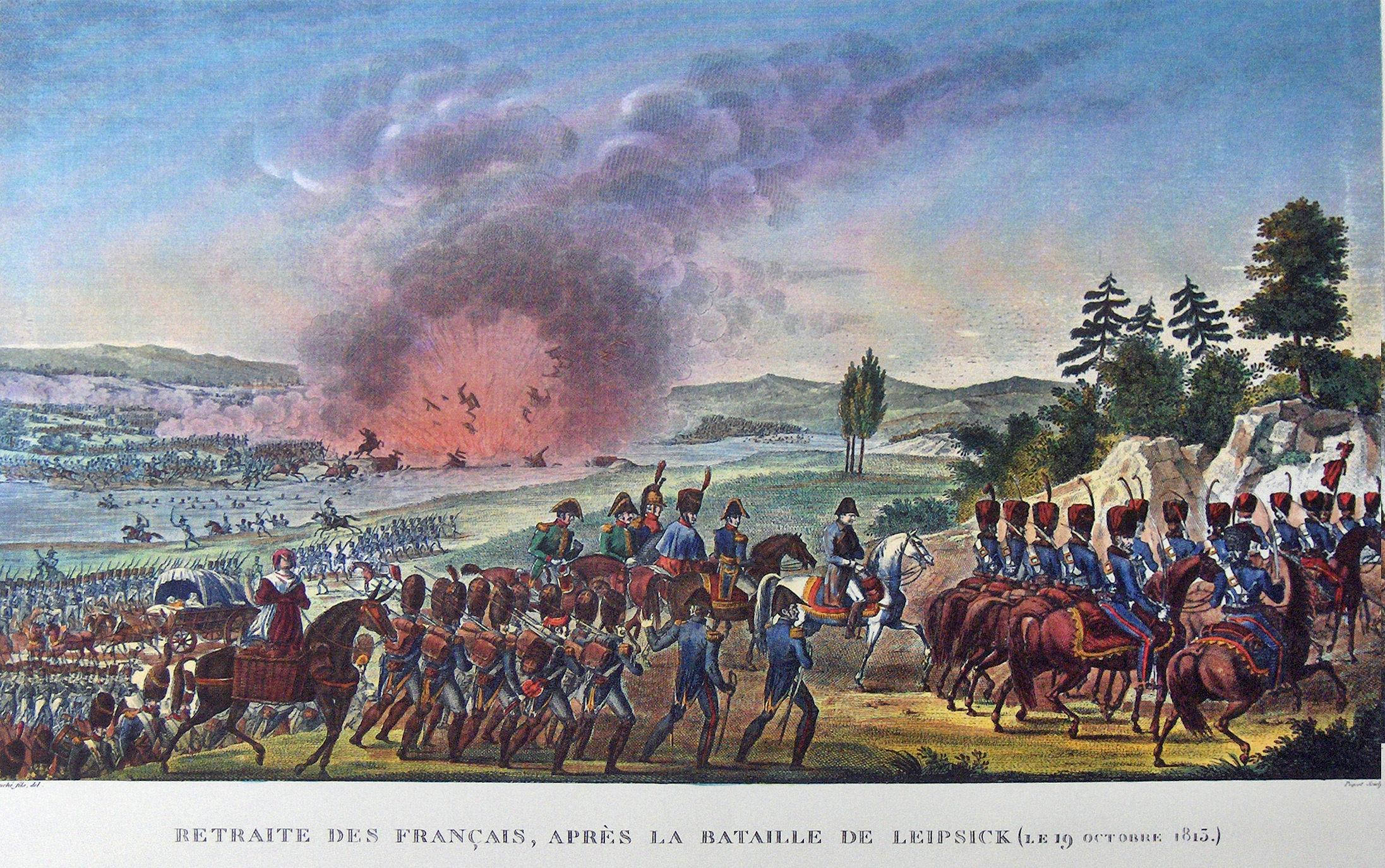
Napoléon rút lui vào ngày 19 tháng 10. Trong hình là vụ nổ cầu.

Kết thúc thắng lợi cuộc Chiến tranh Giải phóng Đức, đây được xem là trận đánh quan trọng nhất thời kỳ Napoléon, cùng với trận đánh nổi tiếng tại Waterloo gắn liền với sự thất bại triệt để của ông. Thảm bại Leipzig của Napoléon được xem là trận thắng lớn đầu tiên của phe Đồng minh, là sự nối tiếp của chiến thắng bằng cái giá đắt của ông trong trận Borodino (1812) nói riêng và thất bại của ông trong cuộc xâm lược nước Nga nói chung, thể hiện những hạn chế của tài năng của ông. Thất bại nặng nề này trở nên một bước ngoặt của Vương triều nhà Bonaparte trong lịch sử Pháp, và cũng là một điểm ngoặt trong lịch sử thế giới. Thương vong của cả hai bên đều cao đến đáng ngạc nhiên; tổng cộng khoảng 8 vạn đến 11 vạn người chết và bị thương. Napoléon mất 38.000 quân do tử trận hoặc bị thương. Liên quân cũng bắt giữ 15.000 quân còn khỏe mạnh, 21.000 quân bị thương hoặc bệnh tật, thu về 325 súng đại bác và 28 cờ hiệu. Ngoài ra họ còn thu nạp thêm số quân Sachsen, như đã nói ở trên. Józef Antoni Poniatowski, vị thống chế mới được phong chức ngày hôm qua, và cũng là cháu của vị vua Ba Lan cuối cùng là Stanisław August Poniatowski, bị chết đuối khi vượt sông. Mất Poniatowski chính là sự mất mát đau đớn nhất của Napoléon trong trận thảm bại này. Poniatowski bản chất vốn nồng nhiệt trung thành với ông, là đại diện cho lòng yêu mến của người Ba Lan đối với vị Hoàng đế nước Pháp. Hai tướng chỉ huy quân đoàn của Pháp là Lauriston và Reynier bị bắt sống. 15 tướng Pháp tử trận và 51 người bị thương. Chưa kể, Hoàng đế Pháp cũng phải từ bỏ đến hơn 300 hỏa pháo, cùng với phần lớn phương tiện vận tải và tiếp tế của ông. Thiệt hại nặng nề của hai phe trong trận chiến tại Leipzig đã chứng tỏ sự quay trở về của chiến tranh tiêu hao trong các trận đánh của Napoléon. Trong vòng 14 ngày sau trận chiến này, Blücher đã không ngừng truy kích địch thủ và bắt được hàng nghìn tù binh; những mất mát dọc đường của đoàn quân rệu rã trong cuộc tháo chạy về hướng Tây khiến Napoléon chỉ còn có 6 vạn quân khi về tới kinh đô Paris. Chính vụ nổ cầu khi quân Pháp tháo chạy sau cuộc bại trận tại Leipzig là một trong những nguyên nhân mang lại tổn thất kinh hoàng cho họ trong cuộc chiến này. Đối với nước Pháp, trận thảm bại tại Leipzig có lẽ là ghê gớm hơn tất cả mọi thảm kịch khác của ông dưới sự thống trị của Napoléon, với tính chất quyết định và báo hiệu cho sự mất ngôi lần thứ nhất của Napoléon. Trong suốt cả sự nghiệp chinh chiến của mình, vị Hoàng đế nước Pháp chưa bao giờ bị thua một trận cay đắng như thế.
Trận Leipzig được xem là một cơn bão đạn thật sự: Pháo binh Pháp đã nã đến 20 vạn phát pháo và quân Đồng minh cũng đáp trả họ từng phát đạn một. Quân Đồng minh đã áp dụng chiến thuật của Napoléon: họ tập trung hỏa lực vào một khu vực trọng yếu để ngăn ngừa cuộc tàn sát của đối phương. Sau thắng lợi lớn tại Leipzig, do có công về mặt ngoại giao nên Metternich được Triều đình Áo phong làm Vương tước, và ban tặng Đại Thập tự của Huy chương Maria Theresia. Nhờ ông, xứ Bayern đã rời bỏ Napoléon. Quân sĩ Áo cũng đóng vai trò hệ trọng cho chiến thắng nổi bật của khối Liên minh trong trận đánh Leipzig này. Trong toàn thể lực lượng đồng minh, quân Kỵ binh đã góp phần không nhỏ với chiến thắng oanh liệt tại Leipzig, làm tiêu tan ước vọng chiến thắng cuối cùng của Đế chế Pháp.
Với thắng lợi này, khối Liên minh đã xua tan cái vết chiến bại tại trận Dresden vừa qua. Trận đánh này có số lượng tổn thất lớn hơn tất cả những trận chiến trước đó. Phe Liên quân mất mát khoảng 54.000 binh lính trên tổng số 362.000 quân. Binh đoàn của Schwarzenberg tổn thất 34.000 binh lính, Binh đoàn của Blücher tổn thất 12.000 binh lính, còn Binh đoàn của Thái tử Thụy Điển và Bennigsen đều mất 4.000 quân sĩ. Trong số các liệt sĩ này có cả một cảnh sát chuyên cần là Friedrich Wagner, anh đã hy sinh để lại người vợ góa và một đứa con mới sáu tháng tuổi tên là Richard. Bản thân Tham mưu trưởng Radetzky của Áo (khi ấy đã 46 tuổi) cũng bị thương. Trên cương vị là Tham mưu trưởng của Schwarzenberg, ông được xem là có đóng góp xuất sắc, tham gia lập kế hoạch góp phần không nhỏ đến đại thắng của quân Đồng minh trong trận Leipzig. Đây được xem là chiến tích đỉnh cao của ông và nâng cao tiếng tăm của vị tướng này. Kế hoạch Trachenberg trước đó của ông cũng được xem là thúc đẩy sự giải phóng nước Đức khỏi tay Napoléon sau trận Leipzig. Sau trận chiến này, Franz I đã dự đoán rằng một ngày nào đó Radetzky sẽ được ban tặng Đại Thập tự của Huy chương Maria Theresia, và quả nhiên, vào ngày 30 tháng 7 năm 1848, do thắng lợi của ông trong cuộc Chiến tranh giành độc lập Ý lần thứ nhất, tiên đoán ấy đã thành hiện thực. Đến cả Tướng August Neidhardt von Gneisenau của Phổ - Tham mưu trưởng của Blücher trong trận đánh này - là người nổi tiếng lạnh lùng, mà cũng phải rơi nước mắt khi ông cùng Đại úy Stosch dạo trên bãi chiến trường Möckern (nơi Yorck chiếm lĩnh vào ngày 16 tháng 10) vào ngày 19 tháng 10 năm 1813 - gần như là dạo trên những thi thể liệt sĩ của Binh đoàn Silesia. Khuôn mặt ông trở nên trịnh trọng, và nói: "Chiến thắng được mua với máu của người Đức trở thành cái giá rất đắt, cái giá hết sức là đắt". Do có công trong chiến dịch Leipzig, Gneisenau được phong làm Bá tước. Con số thiệt hại của liên quân cũng không phải là nhỏ, chưa kể 5.000 quân Liên minh còn đào ngũ sang phe Pháp trong trận chiến, nhưng chiến thắng của họ thực sự là có ý nghĩa quan trọng. Vả lại, việc bù đắp lại không khó khăn mấy cho họ, xét tới khả năng kinh tế và nhân lực của Liên minh ở thời điểm đó. Về thất bại thê lương của Napoléon ở Leipzig, chính ông cho rằng nếu phía Pháp có thêm 3 vạn pháo binh thì họ sẽ giành chiến thắng. George Nafziger trong cuốn Napoleon at Leipzig cho rằng cả hai phía đều không tác chiến một cách hoàn hảo, nhưng Napoléon thất bại vì đã không có phương án để chủ động tấn công từng đạo quân riêng rẽ trong liên quân, mà co cụm lại phòng thủ ở Leipzig. Với thất bại hoàn toàn của ông trong việc tấn công từng đối phương một, cuộc bại trận ở Leipzig đã ghi dấu sự sa ngã của ông với tư cách là một chủ tướng. Theo Hofschröer, đây là một thất bại chiến thuật có thể được coi là "vô đối", là thất bại mang tính hủy diệt hơn cả trong sự nghiệp của Napoléon. Thua tan nát, nỗi nhục thất bại được thể hiện ngay trên mặt của Napoléon trên đường rút quân, báo hiệu cho sự sụp đổ hoàn toàn của nền Đế chế thứ nhất Pháp. Hình ảnh một Napoléon bất khả chiến bại đã hoàn toàn tan biến.
Đây được xem là trận đánh lớn nhất trong suốt các cuộc chiến tranh của Napoléon và cả thế kỷ 19, với số lượng dân tộc tham gia đông đảo. Quy mô của nó còn to lớn hơn cả những trận đánh đẫm máu trong cuộc Nội chiến Hoa Kỳ. Thậm chí, đây có thể được xem là cuộc giao tranh đẫm máu nhất trong lịch sử châu Âu nói riêng và lịch sử nhân loại nói chung cho đến thời điểm đó. Dù chưa thể chấm dứt các cuộc chiến tranh của ông, trận Leipzig được xem như chiến thắng có ý nghĩa quyết định trong việc buộc Napoléon rời bỏ ngai vàng. Nhà lý luận quân sự người Anh John Frederick Charles Fuller cho rằng tên gọi "Trận Liên Quốc gia" là hợp lý vì sau trận chiến Leipzig, một châu Âu mới đã được hình thành. Dù vậy, theo tác giả A. J. P. Taylor trong cuốn The Course of German History thì trận đánh giải phóng nước Đức không phải là của các quốc gia mà là của các lực lượng quân đội nhà nghề và lính nghĩa vụ. Chiến thắng lừng lẫy này đã đi vào huyền thoại trong cuộc Chiến tranh Giải phóng Đức. Bất chấp những khó khăn của họ, các Binh đoàn Phổ được xem là có công lao to lớn cho thắng lợi lớn và đã thể hiện rõ rệt sự thiện chiến của mình, cùng với lòng yêu nước dâng trào của dân tộc Đức. Đại thắng Leipzig còn được xem là thành quả của quá trình canh tân quân lực Phổ trong suốt thời gian từ sau năm 1806 cho tới năm 1813, trong khi thắng lợi quan trọng này cũng tạo điều kiện cho Phổ chiếm được một lãnh thổ rộng lớn của Sachsen, khiến cho Leipzig bỗng dưng trở thành nơi biên cương. Chính quân đội dưới quyền Thống chế Blücher đã tiên phong chọc thủng hàng ngũ đối phương trong cái ngày quyết định của chiến thắng vang dội. Đối với ông, trận thắng ở Leipzig là một trong những niềm vinh hạnh to tát hơn cả của ông. Đại thắng này, kết hợp với chiến thắng sông Katzbach trước đó, đã lấy lại vinh dự cho lực lượng Quân đội Phổ, kể từ khi họ bị quân xâm lăng Pháp đánh bại trong trận Jena và trận Auerstädt vào năm 1806, đồng thời đã đi vào ký ức về những thắng lợi quân sự vốn gắn liền với nước Phổ. Bản thân vị tướng thắng trận Blücher cũng được xem là một bậc công thần hàng đầu của cuộc cải cách quân đội Phổ. Sự kiên cường mạnh mẽ của ông không những đã đem lại cho ông chiến thắng ở trận Leipzig, mà còn ở trận La Rothière và trận Laon. Đồng thời, các quân đội thắng trận Leipzig khác là Nga và Áo cũng đã từng được canh tân ở một mức độ thấp hơn. Theo ghi nhận của Charles Esdaile, "Tại Jena và Auerstadt quân đội Phổ đã chiến đấu khá tốt, nhưng hầu như không thể hiện sự hào hùng. Tại Leipzig và Waterloo, ngược lại, người ta nói rằng một cảnh tượng khác hoàn toàn đã hiện lên." Giờ đây, các nhà yêu nước Đức đã trở nên mãnh liệt hơn, mừng rỡ hân hoan chiến thắng đã đánh đuổi kẻ thù xâm lược ra khỏi quê cha đất tổ, và thậm chí còn khát khao mãnh liệt, ao ước ngày nước Đức được thống nhất. Nước Đức đã được giải phóng toàn vẹn, chủ nghĩa yêu nước truyền thống của dân tộc Đức hòa quyện với chủ nghĩa dân tộc mới mẻ. Tại kinh thành Berlin, nhiều nhà ái quốc Phổ đã chuyển mình thành nhà dân tộc chủ nghĩa. Quân đội Phổ, vốn đã đóng vai trò quyết định cho chiến thắng to lớn tại trận Leipzig này cùng với số phận của Napoléon, sẽ tiếp tục giữ vai trò tương tự cho chiến thắng của khối Liên minh thứ bảy vào năm 1815 trong trận Waterloo. Nhờ có hai thắng lợi này, tại Đức, nước Phổ sáp nhập vùng ven sông Rhine, Westfalen và Posen, qua đó thanh toán ba nước chư hầu của Napoléon và trở thành "tên sen đầm của miền Bắc Đức". Trận Leipzig đẫm máu được xem là thắng lợi quyết định nhất của cuộc chiến, cũng như là một trong những trận đánh quan trọng nhất trong lịch sử thế giới.. Ngoài ra, theo nhà sử học quân sự Hoa Kỳ là Robert Michael Citino, chiến thắng Leipzig là "trận hợp vây" (Kesselschlacht) đầu tiên trong lịch sử quân sự Đức.
Không những chiến thắng bước ngoặt của quân đồng minh trong trận đánh Leipzig đã đánh đổ đế chế của Napoléon tại Đức mà còn tại Ba Lan. Liên quân ở thời điểm đó tuy đông đảo, nhưng vẫn có những sự bất đồng trong nội bộ giữa các nước với nhau. Nếu Napoléon Bonaparte có thể đại thắng họ như ở trận Austerlitz thì cũng không loại trừ khả năng Liên minh sẽ tan rã. Trước kia, Napoléon đã thắng nhiều cuộc chiến trước các nước có binh lực đông đảo hơn, nhưng giờ đây, ông đã bại trận. Vì vậy tuy trận đánh này không có tính chất quyết định bằng trận Waterloo vào năm 1815, nhưng có thể xem là nó còn trọng đại hơn cả chiến thắng của liên quân Anh - Phổ - Hà Lan tại Waterloo. Theo tác giả Peter Hofschroer, thảm họa Leipzig của ông thực sự đã quyết định cho tình hình châu Âu lục địa trong vòng một thế kỷ sau đó, mà thảm bại ở trận Waterloo chỉ là sự củng cố. Thực chất chính Napoléon trong giai đoạn đầu của trận Leipzig đã dựa vào lợi thế nội tuyến để chiến đấu, trong khi các đường ngoại tuyến khiến cho quân đồng minh vốn hay đố kỵ nhau, khó thể liên hợp với nhau mà tác chiến. Thế nhưng, quân số đông đảo của họ đã đè bẹp quân Pháp tại trận Leipzig, tạo nên quả đắng rất lớn dành cho Napoléon. Ngoài ra, có thể thấy dù là một tướng giỏi nhưng khi tập trung 18 vạn người tại Leipzig, Hoàng đế Pháp đã không thể kiểm soát một quân số đông đảo như thế. Khi Napoléon lần đầu tiên bước chân vào nghị viện sau khi trở về, ông đã thốt lên rằng: "Một năm trước cả châu Âu đều hành quân cùng chúng ta, giờ thì cả châu Âu đều hành quân chống lại chúng ta." Dù cho Napoléon đã tổ chức thành công cuộc triệt thoái khỏi nước Đức, thất bại này đã chấm dứt sự hiện diện của nền Đế chế thứ nhất Pháp ở bờ đông sông Rhine, đặt dấu chấm hết cho sự bá quyền của tại châu Âu. Và, chiến thắng vẻ vang này còn khiến các quốc gia tại Đức gia nhập vào Liên minh. Không những Napoléon vừa mới đại bại tại Leipzig mà quân đội Anh vừa mới giành thắng lợi trong cuộc chiến tranh tại bán đảo Iberia cũng bắt đầu tiến công miền Nam nước Pháp. Jérôme Bonaparte - vua xứ Westfalen do Napoléon lập nên, cũng phải theo chân đoàn quân tàn tạ của ông mà bỏ chạy. Không lâu sau khi liên quân Nga - Áo - Phổ đại thắng tại trận đánh Leipzig, xứ Holland cũng thừa cơ mà giành lại độc lập khỏi Pháp vào tháng 11 năm 1813. Trong khi ba ngày chiến đấu tại Leipzig đã quyết định thất bại của Napoléon tại Đức, các đồn bót của quân Pháp tại Đức cũng sẽ nhanh chóng ra đầu hàng trong thời gian sau đó. Dưới quyền Schwarzenberg, khối Liên minh tận dụng cơ hội này và tấn công mãnh liệt vào chính quốc Pháp trong năm 1814. Kể từ sau đại bại năm 1813, Nhà nước Pháp suy sụp, trong khi chí khí của người Pháp thì bị sụt giảm trầm trọng. Napoléon giờ đây đã hoàn toàn lui về thế thủ và số phận của ông đã được quyết định. Sau khi quân Pháp bị đánh bại trong trận Paris, Napoléon buộc phải thoái vị và bị lưu đày tới đảo Elba.

## Trong văn hóa
Do đây là chiến thắng rực rỡ đã góp phần đến thắng lợi của cuộc Chiến tranh Giải phóng Đức thoát khỏi ách đô hộ của người Pháp, ít lâu sau khi trận chiến kết thúc, người ta đã được nghe những tiếng nói đầu tiên kêu gọi dựng xây đại kỷ niệm đại thắng. Nhà văn Ernst Moritz Arndt, ngay từ năm 1814, đã kêu gọi xây dựng một đài tưởng niệm thật nguy nga những người đã hy sinh vì nước Đức trong trận quyết chiến:
| “                                                                                    | Đài tưởng niệm phải đồ sộ và hoành tráng, như một tòa nhà khổng lồ, như một Kim Tự Tháp, hoặc là Đại Giáo đường xứ Köln. | ” |
| — Ernst Moritz Arndt, trong tiểu luận Ein Wort über die Feier der Leipziger Schlacht | |   |

Ông mong muốn được thể hiện lòng tự hào dân tộc Đức vinh quang thông qua đài kỷ niệm tráng lệ ấy. Cùng năm ấy còn có ông Friedrich Weinbrenner, vốn từng thiết kế những công trình kỷ niệm nền Cộng hòa Pháp và Napoléon, giờ đây cũng đề nghị dựng xây một công trình tưởng niệm nhằm tôn vinh trận chiến Leipzig. Đó sẽ là một đài kỷ niệm dân tộc thật hùng vĩ, và cả dân tộc sẽ quây quần lại cứ mỗi ngày lễ kỷ niệm đại thắng tại Leipzig. Tuy ước vọng cao cả này đã không thể trở thành hiện thực, những đặc điểm chính của nó sau này sẽ được ông Bruno Schmidt áp dụng để thiết kế. Vào năm 1863, cả dân tộc Đức tiến hành lễ kỷ niệm 50 năm ngày đại thắng, và đại biểu của 240 thành phố đã bắt đầu đặt viên đá đầu tiên cho đài tưởng niệm chiến thắng/ Ngày kỷ niệm 50 năm chiến thắng Leipzig cùng với ngày kỷ niệm 50 năm chiến thắng Waterloo đã trở thành những dịp để người Đức thể hiện lòng tự hào dân tộc của mình. Tuy nhiên, quá trình thi công thì diễn ra chậm trễ hơn, một trong những lý do là vì thắng lợi to lớn của nước Phổ và các đồng minh Đức trong cuộc Chiến tranh Pháp-Phổ (1870 - 1871) đã khiến cho chiến thắng Leipzig bị quên lãng đi bớt. Ngoài đài kỷ niệm này, khắp thành phố Leipzig cũng có xấp xỉ 125 đài tưởng niệm nhỏ hơn, hoặc là bia kỷ niệm cho chiến thắng tại Leipzig, phần lớn đều được xây dựng nhân ngày lễ kỷ niệm 50 năm đại thắng Leipzig vào năm 1863.

## Xem Thêm
- Các cuộc chiến tranh Napoléon
- Danh sách các trận đánh thời đại Napoléon
- Vương quốc Phổ
- Đế quốc Áo